# Margareta Clipa
Margareta Clipa (n. 19 octombrie 1958, satul Grănicești, județul Suceava) este o cântăreață de muzică populară din România.

## Date biografice
S-a născut în Bucovina, localitatea Grănicești, județul Suceava, într-o familie de oameni simpli, muncitori, credincioși și iubitori de frumos, de cântec și joc. 
Încă din fragedă copilărie i-a plăcut să cânte din cântecele auzite la clăcile din sat, la șezători, la nunți, la hramuri, la serbările de sfârșit de an școlar, pe scena Căminului Cultural din Grănicești. Mai târziu, între anii 1973-1977 apare pe scena Casei de Cultură din Rădăuți, împreună cu Orchestra Populară “Brădulețul” dirijată de Mircea Băncescu. 
În anul 1977 obține premiul I la Festivalul „Cântarea României”, iar inspectorul școlar Ioan Paulencu a recomandat-o Ansamblului artistic „Ciprian Porumbescu” din Suceava unde în urma unui concurs a fost admisă și angajată la această prestigioasă instituție. Aici l-a cunoscut pe maestrul și folcloristul George Sîrbu, care i-a fost mentor, l-a cunoscut și pe renumitul trompetist Alexandru Havriliuc, cu care a colaborat și încă mai colaborează, scoțând la iveală nestemate folclorice.
Viața pentru Margareta înseamnă cântec – cântecul celor mulți, care se bucură și care cântă odată cu ea. În cântecele ei veți regăsi firescul și simplitatea melosului de pură esență țărănească moștenită de la vechi rapsozi, dar și teme mai actuale izvorâte din propria existență, cuprinzând cu precădere cântecul de dor, de dragoste, de joc, de nuntă, de înstrăinare precum și cântecul bătrânesc.
Primele înregistrări le-a realizat la Radio București împreună cu orchestra Ansamblului Artistic „Ciprian Porumbescu”, dirijor George Sîrbu. A urmat înregistrarea unui disc intitulat „Mult mi-i drag unde trăiesc” realizat la Casa de Discuri Electrecord în anul 1985.
Din 1978 până în prezent Margareta a înregistrat albume cu Orchestra „Ciprian Porumbescu” - dirijor  George Sîrbu, Orchestra „Mugurelul” din Chișinău – dirijor Ion Dascăl, Orchestra „Folclor” din Chișinău – dirijor Anatol Golomoz, Orchestra „Lăutarii” din Chișinău – dirijor Nicolae Botgros.
„Naturalețea interpretării – tipic ornamentată – tehnica vocală și frazarea, graiul și emisia, sunt elemente stilistice care o caracterizează dându-i personalitate, originalitate, rezultând firesc popularitate, consacrarea și popularitatea din partea marelui public, precum și a specialiștilor, atât de necesare și dorite de un artist. ”— Dirijor și folclorist - George Sîrbu
„Margareta Clipa – un nume predestinat parcă să radieze în jurul său lumină, bucurie, aidoma clipei în care sufletul vibrează privind o floare de... margaretă. Și dacă suntem tentați să-i cerem acestei gingașe flori prin fiecare petală imaculat de albă răspunsul la întrebarea: „mă iubește... nu mă iubește?”, Margareta Clipa cu aceiași imaculată culoare a sufletului său ne va spune de fiecare dată: „Vă iubesc!”, vă iubesc pe voi oamenii și vouă vă dăruiesc tot ceea ce am mai bun și mai frumos: „cântecul meu”. ”— Realizator Radio  România Actualități - Eugenia Florea
„Stăruința interpretei de a păstra și perpetua specificul folclorului bucovinean este de-a dreptul remarcabilă. În cântecele ei se regăsesc de o potrivă tipare tradiționale arhaice ca și elemente mai noi de textură melodică, dar și acestea respectând particularitățile specifice zonei. În tot acest răstimp în care s-a scurs de la debut și până astăzi, Margareta Clipa a știut să comunice cu lumea, reușind să polarizeze în jurul ei atenția publicului din sălile de concert, a specialiștilor și a tuturor iubitorilor de cântec. ”— Redactor TVR - Elise Stan
„A luptat, a zâmbit, a plâns și a mers mai departe... A mers frumos, a fost statornică și hotărâtă, n-a prea făcut concesii deși îi este tare drag succesul... A dorit să cucerească publicul și pentru asta și-a pus mereu mintea la contribuție,  pentru că ea, mintea, doar ea poate pune în valoare talentul. Margareta a privit mereu înainte, dar s-a bazat în primul rând pe tot ceea ce a învățat de la cei care au fost... de la cei pe care i-a admirat de micuță. E bine să fii apreciat, e bine să fii aplaudat și recunoscut între celebritățile zonei, dar, cu siguranță, cel mai bine este să simți, în clipele tale de liniște, că ce ai realizat nu a fost tocmai fără importanță. ”— Realizator TVR - Mărioara Murărescu

## Distincții
- 2008 - premiul VIP acordat de către revista VIP
- 2009 - cetățean de onoare al municipiului și județului Suceava
- Gala Muzicii Populare Românești – Ediția a II-a – Premiul de popularitate
- Premiile Confidențial – Premiul pentru folclor
- Distincția „Drag de România mea”
- Trofeu „Arta pentru eternitate” – Gala „Familia FAVORIT”
- Membru de onoare al proiectului „Art by Fuego”

## Discografie
- Mult mi-i drag unde trăiesc (1985 - Electrecord)
- Măi bădiță și măi bade (1987 - Electrecord)
- Cu meleagul din Suceava (1992 - Eurostar)
- Zi-i Vasile, zi-i! (1996 - Electrecord)
- Viața-i viață, fir de ață (1998 - Electrecord)
- Zi-i Vasile, zi-i! (1998 - Electrecord)
- Sunt fată din Grănicești (2000 - Electrecord)
- Vreau să cânt și să iubesc ( 2002 - Roton)
- Doamne-ajută cui iubește (2005 - Media Pro Music)
- Cânt și eu cu "Lăutarii" (2007 - Spiros Galați)
- Ia te uită, asta-s eu (2010 - Spiros Galați)
- Hai noroc măi oameni buni (2012 – Spiros Galați)
- Pentru joc și voie bună (2016 – Spiros Galați)
- Chiuiți, măi moldoveni ! (2020 - Ana Sound)